# Blindagem Gravitacional
O termo Blindagem Gravitacional (do inglês, Gravitational Shielding) refere-se a um processo hipotético de blindar um objeto da influência de um campo gravitacional. Estes processos, se existirem, devem apresentar efeitos de redução de peso do objeto blindado. Não há, contudo, evidência experimental que tais efeitos existam. A blindagem gravitacional é considerada uma violação do Princípio da equivalência de Einstein, sendo inconsistente tanto com a teoria newtoniana quanto com a relatividade geral.